# San Maurizio d'Opaglio
San Maurizio d'Opaglio là một đô thị ở tỉnh Novara ở vùng Piedmont của Ý, tọa lạc cách 90 km về phía đông bắc của Torino and about 40 km về phía tây bắc của Novara. Tại thời điểm ngày 31 tháng 12 năm 2004, đô thị này có dân số 3.064 người và diện tích là 8,3 km².
Đô thị San Maurizio d'Opaglio có các frazioni (đơn vị trực thuộc, chủ yếu là các làng) Sazza, Pascolo, Lagna, Alpiolo, Opagliolo, Bacchiore, Briallo, Pianelli, Vacchetta, Raveglia, và Niverate.
San Maurizio d'Opaglio giáp các đô thị: Gozzano, Madonna del Sasso, Orta San Giulio, Pella, và Pogno.